# Pseudeusemia kapauwiana
Pseudeusemia kapauwiana là một loài bướm đêm trong họ Geometridae.